# Абул-Хашим ібн Мухаммед
Абул-Хашим ібн Мухаммед (араб. أبو هاشم محمد بن جعفر الحسني العلوي ;д/н — бл. 1094) — 6-й шаріф Мекки в 1063-1094 роках.

## Життєпис
Походив з роду Хавашимідів, гілки династії Хасанідів. Син Мухаммеда ібн Джафара. Відомостей про молоді роки обмаль. Одружився з донькою шаріфа Шукр ул-Діна, який визнав Абул-Хашима своїм спадкоємцем. Втім після смерті шаріфа 1061 року вимушений був тікати від Хамзи ібн Ваккаса з роду Сулейманідів (іншої гілки Хасанідів).
1063 року за підтримки Алі аль-Сулайхі, султана Ємена, повалив Хамзу та став шаріфом. Проте того ж року помирає Алі. Проти Абул-Хашима виступив Хамза за підтримки Аль-Ахвал Саїд, емір Наджахідів. Шаріф діяв з Ад-Даї Алі ас-Сулайхі, новим султаном Ємену. Їх поразка 1067 року змусила Абул-Хашима відступити з Мекки. Але вже невдовзі повернув собі місто, проте до 1069 року боровся проти Хамзи ібн Ваккаса.
1077 року поновилася війна проти Наджахідів, які підтримали Ях'ю, сина і спадкоємця Хамзи. Абул-Хашим діяв спільно з Сулайхідами. Боротьба з перервами тривала до 1083 року. В цей час у 1080 році визнав зверхність Сирійського султанату, що став головною силою в Палестині. Останні роки провів маневруючи між Фатімідським і Багдадським халіфат, намагаючись здобути незалежність Мекки та Хіджазу з огляду на подальше послаблення першого. Помер близько 1094 року. Владу спадкував його син Касим.